# Trasa Średnicowa Północna w Gorzowie Wielkopolskim
Trasa Średnicowa Północna – jedna z najważniejszych wewnątrzmiejskich arterii w Gorzowie Wielkopolskim. Jej głównym zadaniem jest odciążenie centrum miasta od ruchu kołowego oraz połączenie dwóch największych dzielnic miasta - Górczyna i Osiedla Staszica. Trasa na całej długości posiada dwie jezdnie, które są rozdzielone pasem zieleni. Jedynie na krótkim odcinku ul. Słowiańskiej (ok. 150 metrów) jezdnie nie są rozdzielone.

## Znaczenie
Trasa łączy ze sobą najgęściej zaludnione dzielnice miasta, omijając przy tym ścisłe centrum. Zapewnia dojazd do Centrum Sportowo-Rehabilitacyjnego Słowianka oraz zespołu wielkopowierzchniowych obiektów handlowych u zbiegu ulic Słowiańskiej i Myśliborskiej. W czasie przebudowy Mostu Staromiejskiego i przed oddaniem do użytku zachodniej obwodnicy, na odcinku pomiędzy Rondem Piłsudskiego a Rondem Szczecińskim, trasą przebiegała droga krajowa nr 3. Trasa była wtedy oznaczona tabliczką DK3-objazd.

## Kontrowersje
- Budowa odcinka przebiegającego przez Park Kopernika wiązała się z wycinką kilkudziesięciu drzew, ekshumacjami zwłok i zmianami ukształtowania terenu[2], co wiązało się z wieloma protestami mieszkańców i ekologów.
- Nieprawidłowości odkryte m.in. przy realizowanej w latach 1996-2003 budowie Trasy Średnicowej Północnej, zapoczątkowały tzw. aferę budowlaną[3], w którą zamieszany był prezydent Gorzowa Tadeusz Jędrzejczak[4].